# 韋伯利轉輪手槍
韋伯利轉輪手槍（英語：Webley Revolver）是由英國生產的一系列軍用和警用轉輪手槍。當中最著名的版本為韋伯利MK VI， 它在一次大戰期間成為了英國軍隊以及其殖民地軍隊的制式手槍。

## 歷史
1887年，英國陸軍正尋求一種新型轉輪手槍以取代性能不能令人滿意的.476口徑恩菲爾德Mk I及Mk II轉輪手槍，而該槍也只在部隊中服役了七年。韋伯利斯科特在當時以生產各種高質量槍械而聞名，並已在商業基礎下向軍官和平民銷售了許多種手槍，該公司向英軍提供了一種.455口徑的韋伯利中折式轉輪手槍參與招標。期間軍方對該槍的表現大為滿意，並於1887年11月8日以“韋伯利Mk I型手槍”（Pistol, Webley, Mk I）的名義正式採用為制式手槍。
在戰爭過後，英國政府認為一種.38口徑，發射重200格令（13克）長型子彈的轉輪手槍會更加符合要求。為此，他們正在尋求一種新兵也能使用的低重量和低後座力的雙動式轉輪手槍，以在極近距離下能夠輕易的擊中敵人，其發射的重彈也有著較高的停止作用。由於在當時.38/200彈在美國流行於警察和民間射手當中，韋伯利斯科特隨即向英軍提供了一種.38/200口徑的韋伯利Mk IV轉輪手槍。然而英軍並没有直接採用該槍，反而把其設計提交給國營的恩菲爾德兵工廠，開發出一款跟韋伯利Mk IV十分相似，但內部結構卻稍有不同的轉輪手槍。該槍推出後便立刻被採納，命名為“No 2 Mk I型轉輪手槍”（Revolver, No 2 Mk I），並於1931年正式採用。
後來，韋伯利斯科特控告英國政府侵犯專利，並要求他們賠償2,250英鎊。但韋伯利斯科特的行動受到恩菲爾德兵工廠的質疑，他們聲稱恩菲爾德No.2 Mk I型轉輪手槍是由博斯上尉（博斯反坦克步槍的設計助理總監）在韋伯利斯科特的協助下設計，而非後者所提出的指控。故韋伯利斯科特的索償被法院所拒絕。不過，皇家委員會仍然透過“發明家獎勵”贈予韋伯利斯科特1,250英磅。
由於恩菲爾德兵工廠在二戰期間無法生產足够的No.2轉輪手槍以達到英軍的需求，韋伯利Mk IV也被英國陸軍所採用，以填補前者的空缺。

## 設計
韋伯利轉輪手槍採用中折式設計，當射手把槍管向下折開的同時，彈巢裡的彈殼亦會同時彈出，並有利於重新裝填。該槍的所有版本皆採用雙動式扳機，採用的彈藥為.455韋伯利（後來的Mk IV型改用.38/200彈），並為了配合現代化需求而在二十世紀開始改用了無煙火藥。然而，該槍的彈速卻相當慢，其槍口初速並未超過200米／秒；由於其使用的子彈重量超過17克，其後座力是相當大的。
由於該槍有著較高的加工標準，故即使在最極端的戰場環境下依然十分堅固、可靠和耐用。

## 採用
較專業的士兵通常都會被安排接受該手槍的準確射擊訓練；但基於英國在一戰期間兵力不足，許多訓練不足的新兵被派往前線作戰，而當他們嘗試使用這種手槍的時候就遇上了許多困難。
英國陸軍於1887年正式採用韋伯利轉輪手槍，並在第二次布爾戰爭中獲得首次廣泛使用。儘管於1935年已被較新的恩菲爾德MK I逐步取代，韋伯利轉輪手槍在二戰期間仍然被廣泛使用。由英國政府擁有的韋伯利轉輪手槍在戰後仍然在軍隊中服役，直到於1954年被白朗寧大威力半自動手槍取代為止。而一些警察單位則使用至1970年代。
現在，韋伯利轉輪手槍仍有被少數國家的軍警所使用。

## 衍生型
| 型號     | 推出年份 | 口徑 | 詳細資料                                                                                 |
| -------- | -------- | ---- | ---------------------------------------------------------------------------------------- |
| Mark I   | 1887     | .455 | 最先的版本，仍然是使用黑火藥彈藥，握把稍尖                                               |
| Mark II  | 1894     | .455 | MK I的改進版本，改用增強了的外殼和擊鎚                                                   |
| Mark III | 1897     | .455 | 改進了槍管鎖和彈巢                                                                       |
| Mark IV  | 1899     | .455 | 布爾戰爭期間生產的版本，生產時採用了強度較高的鋼                                         |
| Mark V   | 1913     | .455 | 改用無煙火藥的版本，整槍的結構亦被放大                                                   |
| Mark VI  | 1915     | .455 | 一戰期間推出的版本，採用6寸槍管，握把形狀亦有所改變，前準星改為可拆式。產量超過100,000把 |
| Mark III | 1923     | .38  | “警察和平民”版本，發射口徑較小和更易控制的.38史密斯威森彈                                |
| Mark IV  | 1942     | .38  | “軍警型”，以MK III作基礎的軍用版本                                                       |

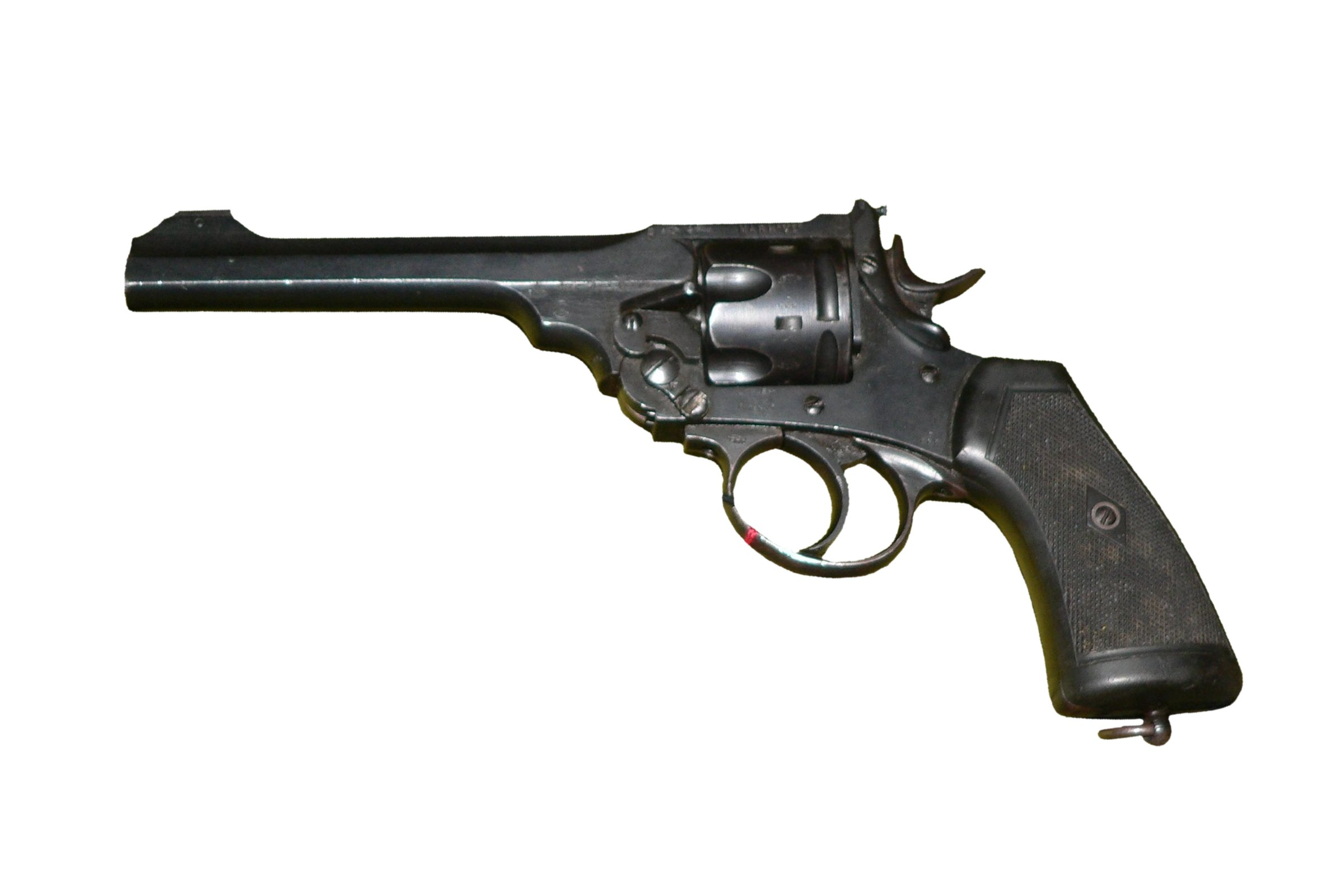
Webley Mk. VI .455 韋伯利口徑

## 使用國
- 阿富汗
- 加拿大
- 中華民國
- 希腊
- 英屬香港
  - 皇家香港警察
- 印度
- 爱尔兰
- 以色列
- 盧森堡
- 緬甸
- 新西兰
- 巴基斯坦
- 菲律賓
- 大清
  - 北洋水師[10][11]
- 羅德西亞
- 新加坡
- 南非聯邦
- 坦桑尼亚
- 突尼西亞
- 英国[12]
  - 英國武裝部隊

## 登場作品

### 電影
- 1997年—《鐵達尼號》：為.455口徑Mk I型，由鐵達尼號的船員們所使用。
- 2011年—《福爾摩斯2：詭影遊戲》：為.455口徑Mk V型，第一把由襲擊夏洛特·福爾摩斯（小勞勃·道尼飾演）的打手所持有，該名打手隨後被福爾摩斯奪去手槍並退掉其彈巢內的子彈，然後再由福爾摩斯將手槍歸還。另一把由辛姆莎·海隆夫人（娜歐蜜·瑞佩斯飾演）交給福爾摩斯用於秘密潛入武器工廠調查，但由於福爾摩斯其後被解取武裝，故並未曾使用過。
- 2012年—《戰馬》：為.455口徑Mk VI型，由弗萊中士（艾迪·馬森飾演）和戴維·里昂（羅伯特·埃姆斯（英语：Robert Emms）飾演）所使用。
- 2019年—《1917》：為.455口徑Mk VI型，由英軍士兵所使用。

### 電子遊戲
- 2003年—《決勝之日》：為.38口徑Mk IV型，為英軍陣營制式手槍。
- 2004年—《決勝時刻：聯合行動》：為.38口徑Mk IV型，命名為“Webley Mk IV”，為英軍陣營制式手槍。
- 2005年—《決勝時刻2》：為.455口徑Mk VI型，命名為“Webley”，為英軍陣營制式手槍。
- 2014年—《極地戰嚎4》：為.455口徑Mk VI型，命名為“Mk IV”，奇怪地只能單動式射擊。另有加裝紅點鏡的簽名武器版本“Sixer”。
- 2015年—《凡爾登（英语：Verdun (video game)）》：為.455口徑Mk VI型，命名為“Webley Mk VI Revolver”，為英軍陣營制式手槍。
- 2017年—《戰地風雲1》：資料片“啟示錄”新增的武器。為.455口徑Mk VI型，命名為“Revolver Mk VI”，能夠由所有職階使用。
- 2018年—《戰地風雲5》：為.455口徑Mk VI型，命名為“Mk VI Revolver”，能夠由所有職階使用。
- 2018年—《決勝時刻：黑色行動4》：為.455口徑Mk VI型，命名為“Welling”，只在殭屍模式登場，奇怪地使用8發容量彈巢。
- 2020年—《少女前線》夏季大型活動-偏振光中實裝
- 2021年—《決勝時刻：先鋒》：型號為.455口徑Mk VI型，命名為“Top Break”。
- 2021年—《極地戰嚎6》：為.455口徑Mk VI型，命名為「Mark VI」。
- 2021年—《應徵入伍》：命名為Webley Mk. VI，為同盟國手槍欄位武器。

### 動畫
- 2011年—《丹特麗安的書架》：為.455口徑Mk VI型，由男主角修·安索尼·迪斯瓦特（CV：小野大輔）所使用。

## 另見
- 恩菲爾德No.2轉輪手槍
- MAS 1873轉輪手槍
- M1892轉輪手槍
- 史密斯威森3型轉輪手槍
- 史密斯威森軍警型左輪手槍
- M1879帝國轉輪手槍
- 納甘M1895轉輪手槍
- 二六式手槍

## 外部連結
- Webley Mk. IV
- www.cruffler.com: Webley Mk.IV Revolver （页面存档备份，存于）
- American Rifleman: Webley Mark VI Revolver

Template:一戰英國步兵槍械
Template:二戰英軍步兵槍械